# Tark-e Vīrān
Tark-e Vīrān (persiska: ترک ویران) är en ort i Iran.   Den ligger i provinsen Västazarbaijan, i den nordvästra delen av landet, 400 km väster om huvudstaden Teheran. Tark-e Vīrān ligger 1 649 meter över havet och antalet invånare är 267.
Terrängen runt Tark-e Vīrān är lite bergig, och sluttar västerut. Runt Tark-e Vīrān är det ganska glesbefolkat, med 47 invånare per kvadratkilometer. Närmaste större samhälle är Shāhīn Dezh, 11,2 km nordväst om Tark-e Vīrān. Trakten runt Tark-e Vīrān består i huvudsak av gräsmarker.